# 중국의 제위 계승 순위
중국의 제위 계승 순위는 청나라의 황실 애신각라씨(愛新覺羅氏)는 1911년 신해혁명으로 선통제가 제위에서 내려오고, 옛 황실 수장으로서만 자금성에 머물렀다. 그의 양자 육암이, 1999년 그가 세상을 떠나자 그의 아들 극진이 제위 계승자로서 되어 있다.

## 같이 보기
- 중국의 군주 목록
- 연성공